# فالونيا (إنديانا)
فالونيا (بالإنجليزية: Vallonia, Indiana)‏ هي منطقة سكنية تقع في الولايات المتحدة في مقاطعة جاكسون (إنديانا).  يقدر عدد سكانها   وترتفع عن سطح البحر 163.07 متر.